# 今津曙町

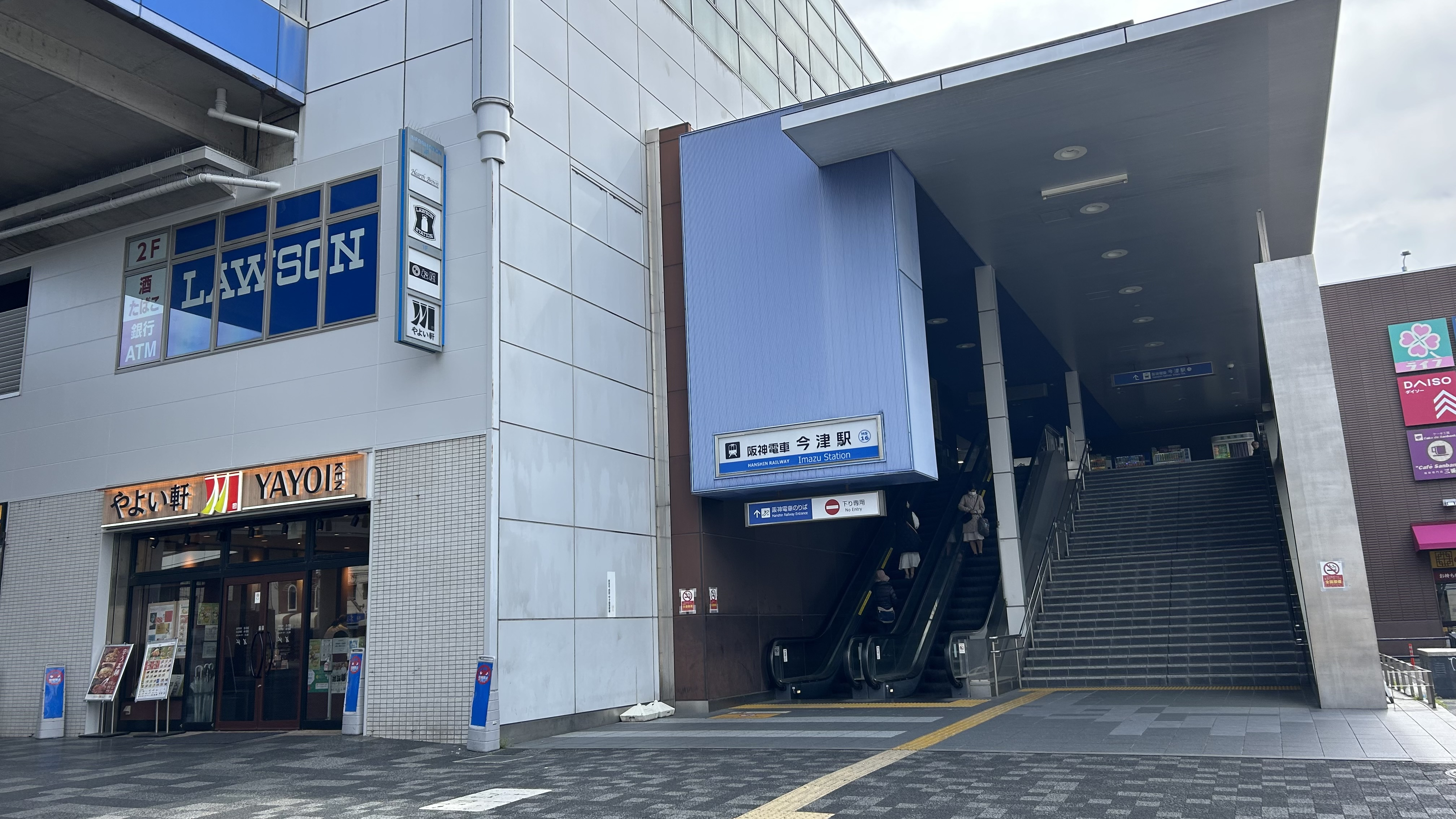
阪神今津駅

今津曙町（いまづあけぼのちょう）は、兵庫県西宮市にある町丁。1丁目から13丁目まである。郵便番号は663-8214。

## 地理
東は甲子園浦風町に接する。西は津門宝津町に接する。北は今津上野町、津門呉羽町、南は今津水波町と接する。

## 交通

### 鉄道
阪神が通っていて駅がある。またJRは当町内を通っていなく、阪急は隣の町に駅がある。
- 阪神本線
  - (田中町) -今津駅-久寿川駅- (甲子園)

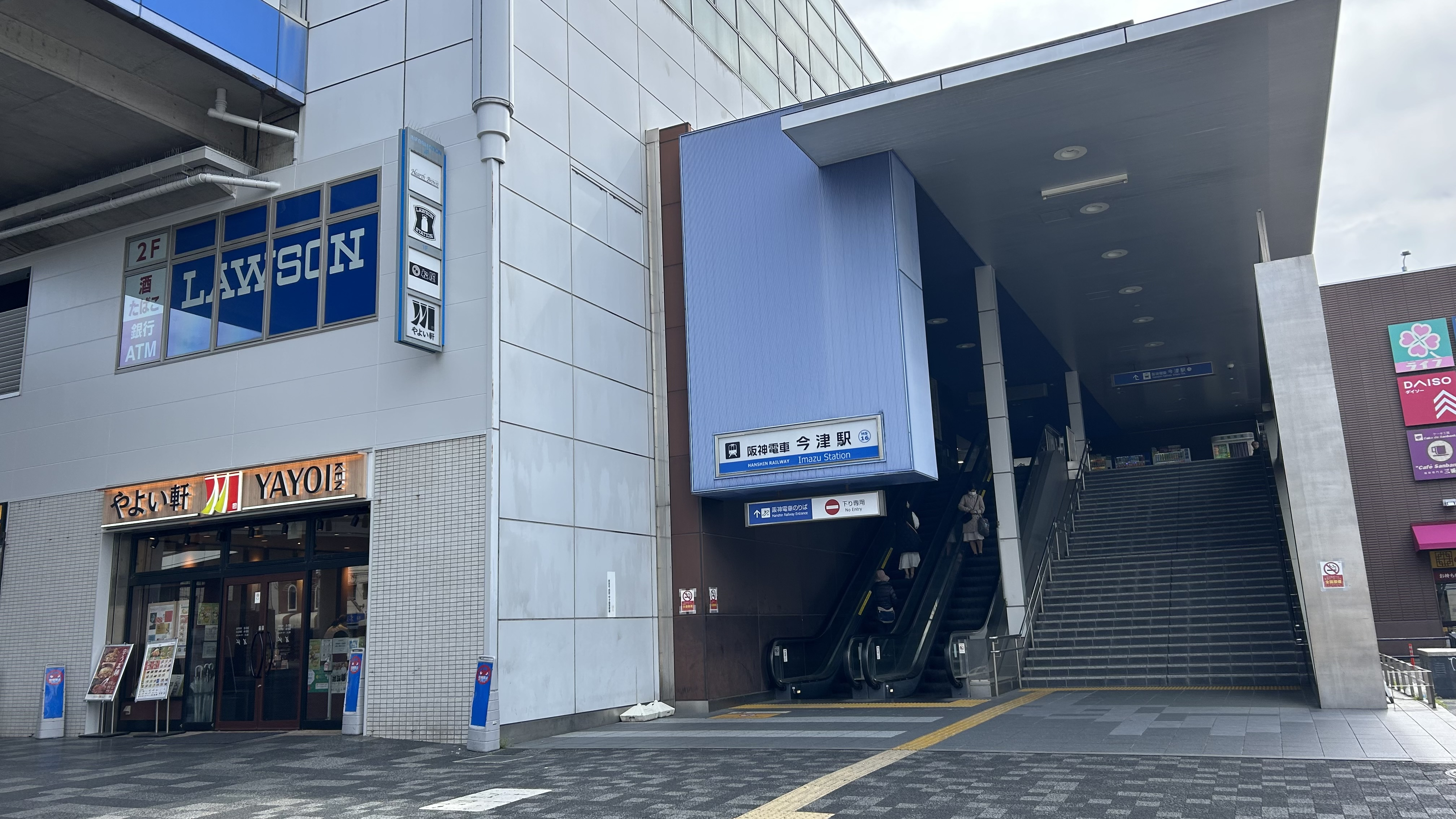
今津駅
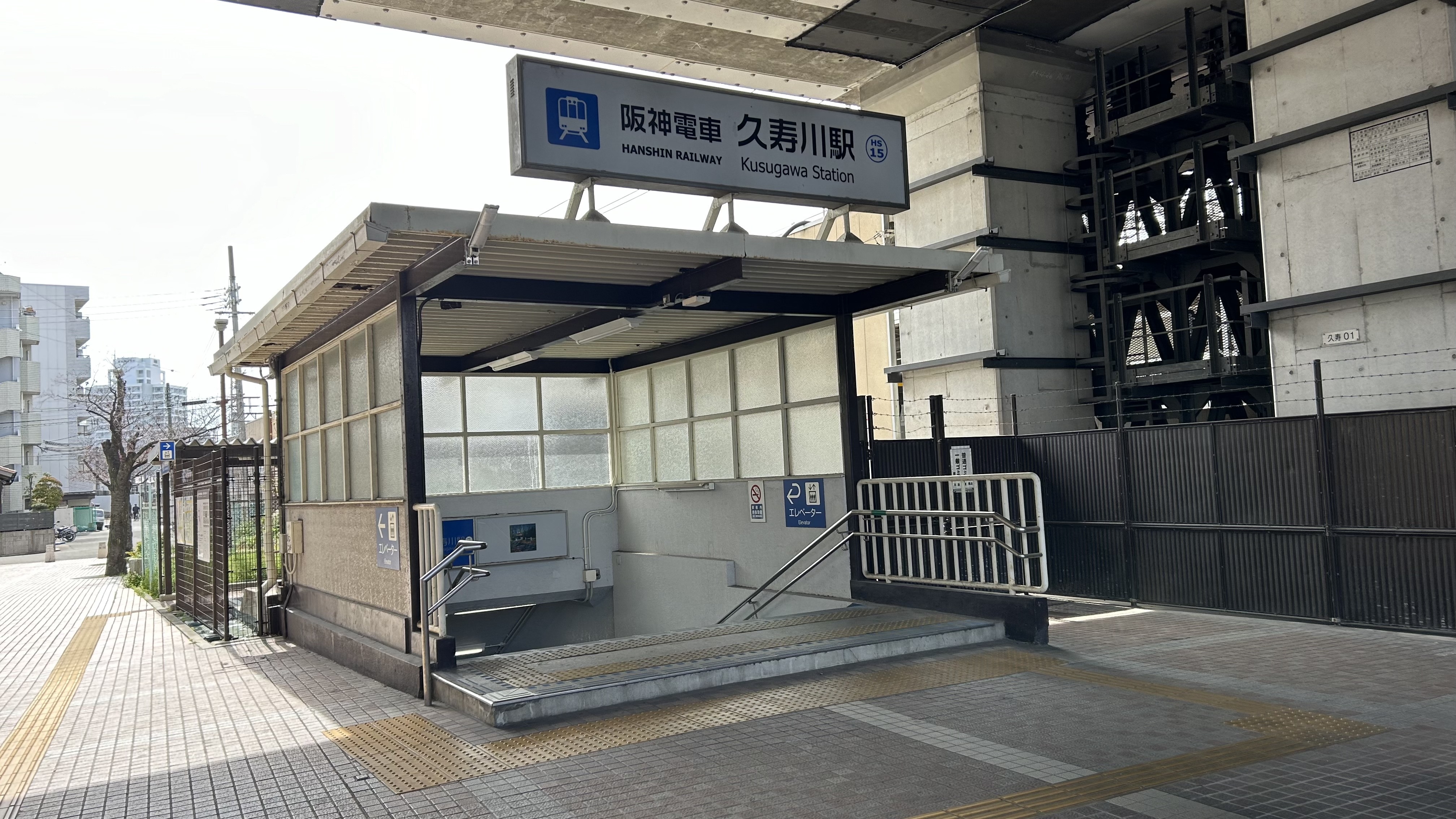
久寿川駅

### バス
当町内は阪神バス、阪急バス含めバスは通っていない。

### 道路
E1名神高速道路

## 校区
市立小・中学校に通う場合、校区は以下の通り。
| 丁目 | 小学校     | 中学校     |
| ---- | ---------- | ---------- |
| 1    | 津門小学校 | 今津中学校 |
| 2    | 津門小学校 | 今津中学校 |
| 3    | 津門小学校 | 今津中学校 |
| 4    | 津門小学校 | 今津中学校 |
| 5    | 津門小学校 | 今津中学校 |
| 6    | 津門小学校 | 今津中学校 |
| 7    | 津門小学校 | 今津中学校 |
| 8    | 津門小学校 | 今津中学校 |
| 9    | 津門小学校 | 今津中学校 |
| 10   | 津門小学校 | 今津中学校 |
| 11   | 津門小学校 | 今津中学校 |
| 12   | 津門小学校 | 今津中学校 |
| 13   | 津門小学校 | 今津中学校 |

## 施設

### 1丁目
- 阪神今津駅
- 松屋今津店
- ローソンＨＡエキーマ今津店
- ライフ今津駅前店

### 4丁目
- 曙町西児童公園

### 9丁目
- E1名神高速道路 (北行)

### 10丁目
- E1名神高速道路 (北行)

### 11丁目
- E1名神高速道路 (南行)

### 12丁目
- E1名神高速道路 (南行)

### 13丁目
- 阪神久寿川駅
- E1名神高速道路 (南行)